# Digital signage
Digital Signage – segment oznakowania elektronicznego, który wykorzystuje technologie wyświetlania cyfrowego do prezentowania treści multimedialnych zarówno w środowiskach publicznych, jak i prywatnych. Treść może obejmować wideo, obrazy, tekst lub media interaktywne i jest zazwyczaj wyświetlana w celach takich jak reklama, rozpowszechnianie informacji, branding lub rozrywka.
Digital signage jest często nazywany „cyfrowym wyjściem z domu” lub określany skrótem DOOH – Digital out-of-home. Niektóre firmy i organizacje używają określenia narrowcasting, digital merchandising. Jeden z elementów komunikacji cyfrowej.

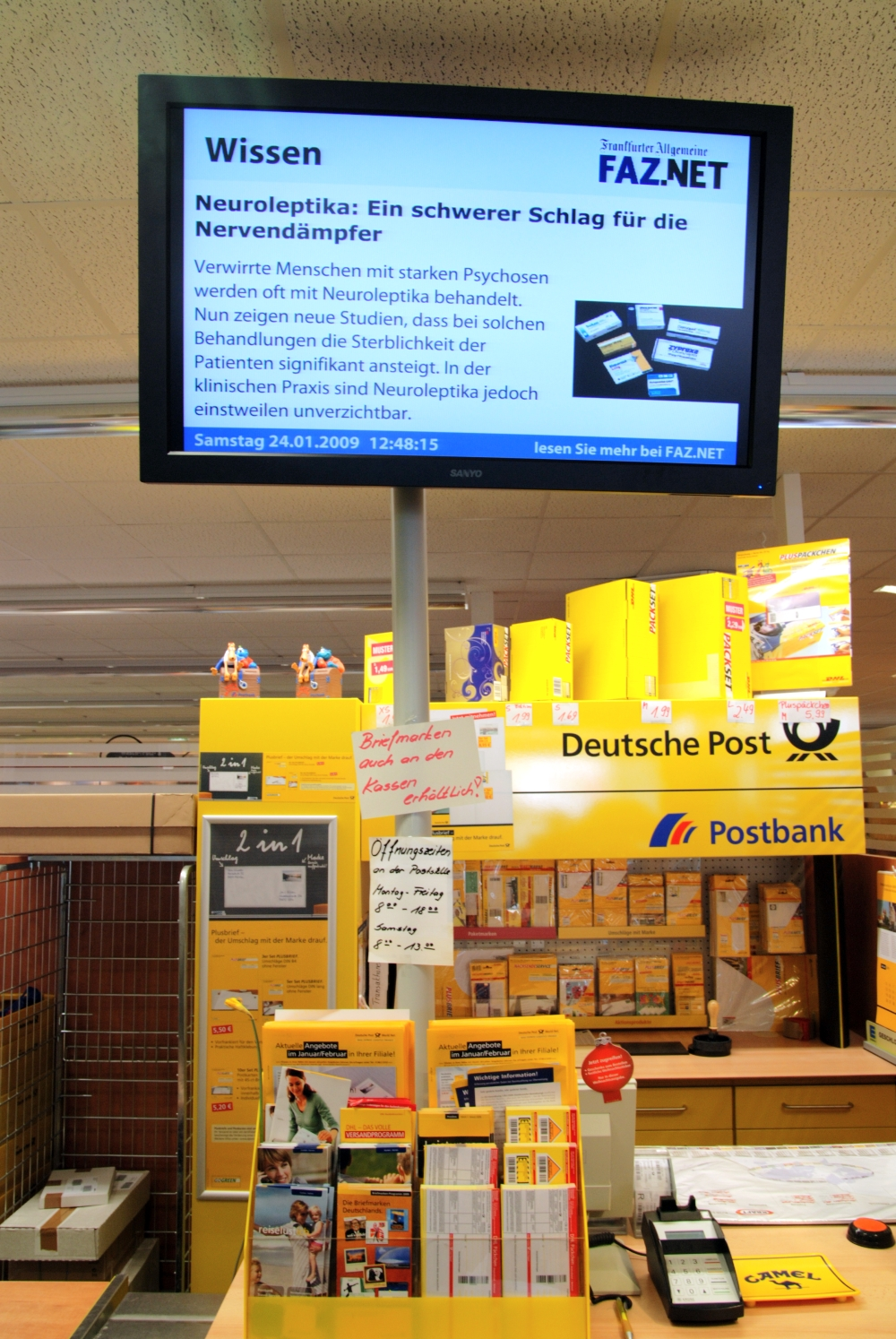
Wyświetlacz LCD w miejscu sprzedaży

Systemy Digital Signage mogą być sieciowe lub autonomiczne. Systemy sieciowe są zarządzane za pośrednictwem scentralizowanych systemów zarządzania treścią (content management system, CMS), często opartych na chmurze, umożliwiających zdalne aktualizacje, planowanie, integrację danych w czasie rzeczywistym i dynamiczne dostarczanie treści. Systemy te mogą również obejmować analizę odbiorców, czujniki IoT lub personalizację opartą na sztucznej inteligencji.
Natomiast systemy autonomiczne działają bez połączenia sieciowego. Polegają na lokalnym odtwarzaniu multimediów za pośrednictwem dysków USB, kart SD lub pamięci wewnętrznej. Te rozwiązania są prostsze i nadają się do lokalizacji, w których łączność jest ograniczona lub zawartość zmienia się rzadko.
Pojęcie obejmuje zintegrowaną formę zarządzania systemem, w skład którego wchodzą wyświetlacze elektroniczne (cyfrowe znaki, infokioski), które prezentują informacje, reklamy i inne wiadomości (używane nośniki to LCD, LED, display plazma, obrazy z projektorów multimedialnych). Nośniki informacji (ekrany) określane są jako public displays (PD).
Systemy digital signage, wykorzystywane są między innymi na lotniskach, punktach sprzedaży, sieciach usługowych (np. firmy turystyczne, nieruchomości, informacja miejska, dworce, centra handlowe itp.).
Reklama z wykorzystaniem digital signage jest formą digital out-of-home (DOOH) advertising. Jej celem jest dostarczanie wiadomości kierowanych do konkretnych miejsc, w określonych porach z treścią dopasowaną do lokalizacji wyświetlacza (local advertising).
Światową organizacją opracowującą standardy dla digital signage jest m.in. POPAI The Global Association for Marketing at-Retail.
Targi Digital Signage w Europie odbywają się w Essen w Niemczech. Jedna z pierwszych konferencji digital signage w Polsce została zorganizowana przez POPAI Poland odbyła się 27 maja 2009 r. w Warszawie.

## Porównanie z oznakowaniem drukowanym
Cyfrowe oznakowanie i tradycyjne drukowane oznakowanie służą podobnym celom, dostarczając wizualne informacje docelowej grupie odbiorców, ale różnią się znacząco pod względem elastyczności, kosztów, konserwacji i wpływu na środowisko.
Cyfrowe oznakowanie jest korzystne w środowiskach o słabym oświetleniu lub w nocy, gdzie jego wewnętrzne oświetlenie zapewnia widoczność bez potrzeby zewnętrznego oświetlenia, w przeciwieństwie do drukowanych znaków, które mogą wymagać dodatkowych opraw, aby były widoczne po zmroku.

### Treść i elastyczność
Cyfrowe oznakowanie umożliwia dynamiczne i aktualizowane w czasie rzeczywistym aktualizacje treści, często kontrolowane zdalnie za pomocą systemów zarządzania treścią. Dzięki temu doskonale nadaje się do środowisk, w których informacje często się zmieniają, takich jak reklamy i harmonogramy transportu. Natomiast oznakowanie drukowane jest statyczne i wymaga fizycznej wymiany w przypadku wszelkich aktualizacji, co czyni je mniej przystosowanymi do zmieniających się potrzeb informacyjnych.

### Rozważania dotyczące kosztów
Drukowane oznakowanie zazwyczaj wiąże się z niższymi początkowymi kosztami produkcji i instalacji. Jednak w przypadku organizacji, które wymagają częstych aktualizacji, skumulowane koszty ponownego drukowania i robocizny mogą stać się znaczne. Digital signage wiąże się z wyższymi początkowymi wydatkami ze względu na wymagania sprzętowe, programowe i instalacyjne, ale może obniżyć długoterminowe koszty, eliminując potrzebę powtarzalnej produkcji druku.

### Wpływ na środowisko
Drukowane oznakowanie zazwyczaj opiera się na papierze, plastiku i tuszach, co przyczynia się do odpadów fizycznych, szczególnie w zastosowaniach o dużej rotacji. Digital signage eliminuje potrzebę stosowania materiałów jednorazowych, ale wprowadza obawy związane z odpadami elektronicznymi, zużyciem energii i zanieczyszczeniem światłem. Ekrany cyfrowe, zwłaszcza te pozostawione w miejscach publicznych w nocy, mogą przyczyniać się do niepożądanego rozproszenia światła, zakłócając naturalne środowisko i przyczyniając się do zanieczyszczenia światłem miejskim. Wpływ na środowisko każdego z podejść zależy od wzorców użytkowania, zarządzania energią i zarządzania cyklem życia systemu.

### Trendy rynkowe
Wprowadzenie digital signage przyczyniło się do stopniowego spadku popytu na tradycyjne oznakowanie drukowane. Przewiduje się, że rynek oznakowania drukowanego odnotuje ujemną roczną stopę wzrostu złożonego (CAGR) wynoszącą około -1,3% w latach 2024–2029, głównie z powodu tej zmiany. Jednakże oznakowanie cyfrowe nie zastąpiło całkowicie oznakowania drukowanego. Wiele firm nadal polega na druku w niektórych zastosowaniach, szczególnie w kontekstach, w których wyświetlacze cyfrowe są niepraktyczne lub nieopłacalne. W odpowiedzi niektóre firmy opracowały rozwiązania hybrydowe, które integrują zarówno elementy cyfrowe, jak i drukowane, aby wykorzystać mocne strony każdego formatu.

### Przypadki użycia
Oznakowanie drukowane pozostaje powszechne w zastosowaniach, które wymagają stałych lub długoterminowych komunikatów, takich jak informacje o bezpieczeństwie, informacje regulacyjne i statyczny branding. Oznakowanie cyfrowe jest bardziej rozpowszechnione w dynamicznych środowiskach, które korzystają z interaktywnej lub często aktualizowanej treści.